# Brave New World (album)
Brave New World este al doisprăzecelea album de studio al trupei de heavy metal britanice Iron Maiden. Albumul a fost lansat pe 30 mai 2000 și marchează reîntoarcerea în trupă a vocalului Bruce Dickinson și a chitaristului Adrian Smith.
Când Bruce s-a întors în trupă, el a pus condiția ca Adrian Smith să fie și el primit inapoi. Iar cum trupa nu putea să îl concedieze pe Janick Gers (chitaristul care îl înlocuise inițial pe Adrian) din acest moment Iron Maiden are în componență trei chitariști.
Brave New World este și primul album coprodus de Kevin Shirley (care va lucra cu trupa și pentru urmatoarele albume de studio și albume live).
Piesele "The Wicker Man" și "Out Of The Silent Planet" au fost lansate ca single-uri.

## Tracklist
1. "The Wicker Man" (Smith, Harris, Dickinson) – 4:35
2. "Ghost of the Navigator" (Gers, Dickinson, Harris) – 6:50
3. "Brave New World" (Murray, Harris, Dickinson) – 6:18
4. "Blood Brothers" (Harris) – 7:14
5. "The Mercenary" (Gers, Harris) – 4:42
6. "Dream of Mirrors" (Gers, Harris) – 9:21
7. "The Fallen Angel" (Smith, Harris) – 4:00
8. "The Nomad" (Murray, Harris) – 9:05
9. "Out of the Silent Planet" (Gers, Dickinson, Harris) – 6:25
10. "The Thin Line Between Love and Hate" (Murray, Harris) – 8:27

## Componență
- Bruce Dickinson - voce
- Steve Harris - bas
- Dave Murray - chitară
- Adrian Smith - chitară
- Janick Gers - chitară
- Nicko McBrain - baterie

## Alte Persoane
- Producători: Steve Harris, Kevin "Caveman" Shirley
- Ingineri de sunet: Denis Caribaux, Kevin "Caveman" Shirley
- Mixaj: Kevin "Caveman" Shirley
- Mastering: George Marino
- A&R: James Diener, John Kalodner
- Asistenți: Nicholas Meyer, Rory Romano